# Liste des chansons de Pink Floyd

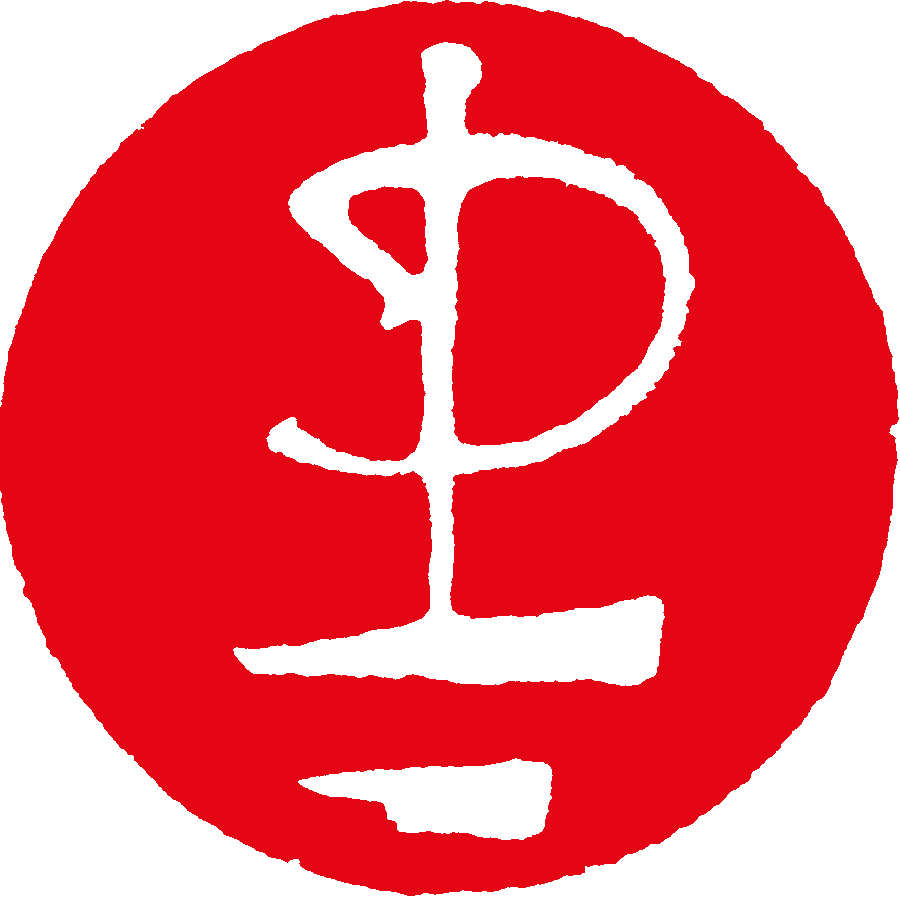
Logo du groupe Pink Floyd.

Cet article présente la liste des chansons du groupe britannique Pink Floyd.
Les chansons sorties sur l'album The Endless River en 2014 n'ont pas d'articles détaillés car celles-ci forment toutes des éléments dépendants des uns des autres de l'album, à l'exception de la chanson Louder than Words.
- Haut – A
- B
- C
- D
- E
- F
- G
- H
- I
- J
- K
- L
- M
- N
- O
- P
- Q
- R
- S
- T
- U
- V
- W
- X
- Y
- Z

| Titre                                                                                       | Année | Album                                             | Auteur(s)                                                 | Notes                          |
| ------------------------------------------------------------------------------------------- | ----- | ------------------------------------------------- | --------------------------------------------------------- | ------------------------------ |
| Absolutely Curtains                                                                         | 1972  | Obscured by Clouds                                | David Gilmour, Nick Mason, Roger Waters, Richard Wright   | instrumental                   |
| Alan's Psychedelic Breakfast                                                                | 1970  | Atom Heart Mother                                 | David Gilmour, Nick Mason, Roger Waters, Richard Wright   |                                |
| Allons-y (1)                                                                                | 2014  | The Endless River                                 | David Gilmour                                             | instrumental                   |
| Allons-y (2)                                                                                | 2014  | The Endless River                                 | David Gilmour                                             | instrumental                   |
| Anisina                                                                                     | 2014  | The Endless River                                 | David Gilmour                                             | instrumental                   |
| Another Brick in the Wall (Part 1)                                                          | 1979  | The Wall                                          | Roger Waters                                              |                                |
| Another Brick in the Wall (Part 2)                                                          | 1979  | The Wall                                          | Roger Waters                                              |                                |
| Another Brick in the Wall (Part 3)                                                          | 1979  | The Wall                                          | Roger Waters                                              |                                |
| Any Colour You Like                                                                         | 1973  | The Dark Side of the Moon                         | David Gilmour, Roger Waters, Richard Wright               | instrumental                   |
| Apples and Oranges                                                                          | 1967  | single                                            | Syd Barrett                                               |                                |
| Arnold Layne                                                                                | 1967  | single                                            | Syd Barrett                                               |                                |
| Astronomy Domine                                                                            | 1967  | The Piper at the Gates of Dawn                    | Syd Barrett                                               |                                |
| Atom Heart Mother                                                                           | 1970  | Atom Heart Mother                                 | David Gilmour, Nick Mason, Roger Waters, Richard Wright   |                                |
| Autumn '68                                                                                  | 2014  | The Endless River                                 | Richard Wright                                            | instrumental                   |
| Baby Blue Shuffle in D Major                                                                | 2016  | The Early Years 1965–1972                         | David Gilmour                                             |                                |
| Biding My Time                                                                              | 1971  | Relics                                            | Roger Waters                                              | Enregistré en 1969.            |
| Bike                                                                                        | 1967  | The Piper at the Gates of Dawn                    | Syd Barrett                                               |                                |
| Brain Damage                                                                                | 1973  | The Dark Side of the Moon                         | Roger Waters                                              |                                |
| Breathe                                                                                     | 1973  | The Dark Side of the Moon                         | David Gilmour, Roger Waters, Richard Wright               |                                |
| Bring the Boys Back Home                                                                    | 1979  | The Wall                                          | Roger Waters                                              |                                |
| Burning Bridges                                                                             | 1972  | Obscured by Clouds                                | Roger Waters, Richard Wright                              |                                |
| Butterfly                                                                                   | 2015  | 1965: Their First Recordings                      | Syd Barrett                                               | Enregistré en 1965.            |
| Calling                                                                                     | 2014  | The Endless River                                 | David Gilmour, Anthony Moore                              | instrumental                   |
| Candy and a Currant Bun                                                                     | 1967  | single                                            | Syd Barrett                                               | Face B de Arnold Layne.        |
| Careful with That Axe, Eugene                                                               | 1968  | single                                            | David Gilmour, Nick Mason, Roger Waters, Richard Wright   | Face B de Point Me at the Sky. |
| Chapter 24                                                                                  | 1967  | The Piper at the Gates of Dawn                    | Syd Barrett                                               |                                |
| Childhood's End                                                                             | 1972  | Obscured by Clouds                                | David Gilmour                                             |                                |
| Corporal Clegg                                                                              | 1968  | A Saucerful of Secrets                            | Roger Waters                                              |                                |
| Cluster One                                                                                 | 1994  | The Division Bell                                 | David Gilmour, Richard Wright                             | instrumental                   |
| Comfortably Numb                                                                            | 1979  | The Wall                                          | David Gilmour, Roger Waters                               |                                |
| Coming Back to Life                                                                         | 1994  | The Division Bell                                 | David Gilmour                                             |                                |
| The Crying Song                                                                             | 1969  | More                                              | Roger Waters                                              |                                |
| Cymbaline                                                                                   | 1969  | More                                              | Roger Waters                                              |                                |
| Dogs                                                                                        | 1977  | Animals                                           | Roger Waters                                              |                                |
| The Dogs of War                                                                             | 1987  | A Momentary Lapse of Reason                       | David Gilmour, Anthony Moore                              |                                |
| Don't Leave Me Now                                                                          | 1979  | The Wall                                          | Roger Waters                                              |                                |
| Double O Bo                                                                                 | 2015  | 1965: Their First Recordings                      | Syd Barrett                                               | Enregistré en 1965.            |
| Dramatic Theme                                                                              | 1969  | More                                              | David Gilmour, Nick Mason, Roger Waters, Richard Wright   | instrumental                   |
| Ebb and Flow                                                                                | 2014  | The Endless River                                 | David Gilmour, Richard Wright                             | instrumental                   |
| Echoes                                                                                      | 1971  | Meddle                                            | David Gilmour, Nick Mason, Roger Waters, Richard Wright   |                                |
| Eclipse                                                                                     | 1973  | The Dark Side of the Moon                         | Roger Waters                                              |                                |
| Embryo                                                                                      | 1970  | Picnic – A Breath of Fresh Air                    | Roger Waters                                              | Enregistré en 1968.            |
| Empty Spaces                                                                                | 1979  | The Wall                                          | Roger Waters                                              |                                |
| Eyes to Pearls                                                                              | 2014  | The Endless River                                 | David Gilmour                                             | instrumental                   |
| Fat Old Sun                                                                                 | 1970  | Atom Heart Mother                                 | David Gilmour                                             |                                |
| Fearless                                                                                    | 1971  | Meddle                                            | David Gilmour, Roger Waters                               |                                |
| The Final Cut                                                                               | 1983  | The Final Cut                                     | Roger Waters                                              |                                |
| Flaming                                                                                     | 1967  | The Piper at the Gates of Dawn                    | Syd Barrett                                               |                                |
| The Fletcher Memorial Home                                                                  | 1983  | The Final Cut                                     | Roger Waters                                              |                                |
| Free Four                                                                                   | 1972  | Obscured by Clouds                                | Roger Waters                                              |                                |
| Get Your Filthy Hands Off My Desert                                                         | 1983  | The Final Cut                                     | Roger Waters                                              |                                |
| The Gnome                                                                                   | 1967  | The Piper at the Gates of Dawn                    | Syd Barrett                                               |                                |
| The Gold It's in the...                                                                     | 1972  | Obscured by Clouds                                | David Gilmour, Roger Waters                               |                                |
| Goodbye Blue Sky                                                                            | 1979  | The Wall                                          | Roger Waters                                              |                                |
| Goodbye Cruel World                                                                         | 1979  | The Wall                                          | Roger Waters                                              |                                |
| The Grand Vizier's Garden Party                                                             | 1969  | Ummagumma                                         | Nick Mason                                                |                                |
| Grantchester Meadows                                                                        | 1969  | Ummagumma                                         | Roger Waters                                              |                                |
| A Great Day for Freedom                                                                     | 1994  | The Division Bell                                 | David Gilmour, Polly Samson                               |                                |
| The Great Gig in the Sky                                                                    | 1973  | The Dark Side of the Moon                         | Richard Wright, Clare Torry                               |                                |
| Green Is the Colour                                                                         | 1969  | More                                              | Roger Waters                                              |                                |
| The Gunner's Dream                                                                          | 1983  | The Final Cut                                     | Roger Waters                                              |                                |
| The Happiest Days of Our Lives                                                              | 1979  | The Wall                                          | Roger Waters                                              |                                |
| Have a Cigar                                                                                | 1975  | Wish You Were Here                                | Roger Waters                                              |                                |
| The Hero's Return                                                                           | 1983  | The Final Cut                                     | Roger Waters                                              |                                |
| The Hero's Return (Parts I and II)                                                          | 1983  | single                                            | Roger Waters                                              | Face B de Not Now John.        |
| Hey Hey Rise Up                                                                             | 2022  | single                                            | David Gilmour, Andriy Khlyvnyuk, Stepan Charnetskii (en)  |                                |
| Hey You                                                                                     | 1979  | The Wall                                          | Roger Waters                                              |                                |
| High Hopes                                                                                  | 1994  | The Division Bell                                 | David Gilmour, Polly Samson                               |                                |
| Hollywood                                                                                   | 2016  | The Early Years 1965–1972                         | David Gilmour                                             | Enregistré en 1969.            |
| Ibiza Bar                                                                                   | 1969  | More                                              | David Gilmour, Nick Mason, Roger Waters, Richard Wright   | instrumental                   |
| If                                                                                          | 1970  | Atom Heart Mother                                 | Roger Waters                                              |                                |
| I'm a King Bee                                                                              | 2015  | 1965: Their First Recordings                      | Slim Harpo                                                | Enregistré en 1965.            |
| Interstellar Overdrive                                                                      | 1967  | The Piper at the Gates of Dawn                    | Syd Barrett, Nick Mason, Roger Waters, Richard Wright     | instrumental                   |
| In the Flesh                                                                                | 1979  | The Wall                                          | Roger Waters                                              |                                |
| In the Flesh?                                                                               | 1979  | The Wall                                          | Roger Waters                                              |                                |
| Is There Anybody Out There?                                                                 | 1979  | The Wall                                          | Roger Waters                                              |                                |
| It's What We Do                                                                             | 2014  | The Endless River                                 | David Gilmour, Richard Wright                             | instrumental                   |
| It Would Be So Nice                                                                         | 1968  | single                                            | Richard Wright                                            |                                |
| Julia Dream                                                                                 | 1968  | single                                            | Roger Waters                                              | Face B de It Would Be So Nice. |
| Jugband Blues                                                                               | 1968  | A Saucerful of Secrets                            | Syd Barrett                                               |                                |
| Keep Talking                                                                                | 1994  | The Division Bell                                 | David Gilmour, Polly Samson, Richard Wright               |                                |
| Learning to Fly                                                                             | 1987  | A Momentary Lapse of Reason                       | Jon Carin, Bob Ezrin, David Gilmour, Anthony Moore        |                                |
| Let There Be More Light                                                                     | 1968  | A Saucerful of Secrets                            | Roger Waters                                              |                                |
| The Lost Art of Conversation                                                                | 2014  | The Endless River                                 | Richard Wright                                            | instrumental                   |
| Lost for Words                                                                              | 1994  | The Division Bell                                 | David Gilmour, Polly Samson                               |                                |
| Louder than Words                                                                           | 2014  | The Endless River                                 | David Gilmour, Polly Samson                               |                                |
| Lucifer Sam                                                                                 | 1967  | The Piper at the Gates of Dawn                    | Syd Barrett                                               |                                |
| Lucy Leave                                                                                  | 2015  | 1965: Their First Recordings                      | Syd Barrett                                               | Enregistré en 1965.            |
| Main Theme                                                                                  | 1969  | More                                              | David Gilmour, Nick Mason, Roger Waters, Richard Wright   | instrumental                   |
| Marooned                                                                                    | 1994  | The Division Bell                                 | David Gilmour, Richard Wright                             |                                |
| Matilda Mother                                                                              | 1967  | The Piper at the Gates of Dawn                    | Syd Barrett                                               |                                |
| Money                                                                                       | 1973  | The Dark Side of the Moon                         | Roger Waters                                              |                                |
| More Blues                                                                                  | 1969  | More                                              | David Gilmour, Nick Mason, Roger Waters, Richard Wright   | instrumental                   |
| Mother                                                                                      | 1979  | The Wall                                          | Roger Waters                                              |                                |
| Mudmen                                                                                      | 1972  | Obscured by Clouds                                | David Gilmour, Richard Wright                             | instrumental                   |
| The Narrow Way                                                                              | 1969  | Ummagumma                                         | David Gilmour                                             |                                |
| Nervana                                                                                     | 2014  | The Endless River (deluxe)                        | David Gilmour                                             | instrumental                   |
| A New Machine (Part 1)                                                                      | 1987  | A Momentary Lapse of Reason                       | David Gilmour                                             |                                |
| A New Machine (Part 2)                                                                      | 1987  | A Momentary Lapse of Reason                       | David Gilmour                                             |                                |
| Night Light                                                                                 | 2014  | The Endless River                                 | David Gilmour, Richard Wright                             | instrumental                   |
| The Nile Song                                                                               | 1969  | More                                              | Roger Waters                                              |                                |
| Nobody Home                                                                                 | 1979  | The Wall                                          | Roger Waters                                              |                                |
| Not Now John                                                                                | 1983  | The Final Cut                                     | Roger Waters                                              |                                |
| Obscured by Clouds                                                                          | 1972  | Obscured by Clouds                                | David Gilmour, Roger Waters                               | instrumental                   |
| One of the Few                                                                              | 1983  | The Final Cut                                     | Roger Waters                                              |                                |
| One of These Days                                                                           | 1971  | Meddle                                            | David Gilmour, Nick Mason, Roger Waters, Richard Wright   | instrumental                   |
| One of My Turns                                                                             | 1979  | The Wall                                          | Roger Waters                                              |                                |
| One Slip                                                                                    | 1987  | A Momentary Lapse of Reason                       | David Gilmour, Phil Manzanera                             |                                |
| On Noodle Street                                                                            | 2014  | The Endless River                                 | David Gilmour, Richard Wright                             | instrumental                   |
| On the Run                                                                                  | 1973  | The Dark Side of the Moon                         | David Gilmour, Roger Waters                               |                                |
| On the Turning Away                                                                         | 1987  | A Momentary Lapse of Reason                       | David Gilmour, Anthony Moore                              |                                |
| Outside the Wall                                                                            | 1979  | The Wall                                          | Roger Waters                                              |                                |
| Paintbox                                                                                    | 1967  | single                                            | Richard Wright                                            | Face B de Apples and Oranges.  |
| Paranoid Eyes                                                                               | 1983  | The Final Cut                                     | Roger Waters                                              |                                |
| Party Sequence                                                                              | 1969  | More                                              | David Gilmour, Nick Mason, Roger Waters, Richard Wright   | instrumental                   |
| Pigs on the Wing (Part 1)                                                                   | 1977  | Animals                                           | Roger Waters                                              |                                |
| Pigs on the Wing (Part 2)                                                                   | 1977  | Animals                                           | Roger Waters                                              |                                |
| Pigs (Three Different Ones)                                                                 | 1977  | Animals                                           | Roger Waters                                              |                                |
| A Pillow of Winds                                                                           | 1971  | Meddle                                            | David Gilmour, Roger Waters                               |                                |
| Point Me at the Sky                                                                         | 1968  | single                                            | David Gilmour, Roger Waters                               |                                |
| Poles Apart                                                                                 | 1994  | The Division Bell                                 | David Gilmour, Nick Laird-Clowes, Polly Samson            |                                |
| The Post War Dream                                                                          | 1983  | The Final Cut                                     | Roger Waters                                              |                                |
| Pow R. Toc H.                                                                               | 1967  | The Piper at the Gates of Dawn                    | Syd Barrett, Nick Mason, Roger Waters, Richard Wright     | instrumental                   |
| Quicksilver                                                                                 | 1969  | More                                              | David Gilmour, Nick Mason, Roger Waters, Richard Wright   | instrumental                   |
| Remember a Day                                                                              | 1968  | A Saucerful of Secrets                            | Richard Wright                                            |                                |
| Remember Me                                                                                 | 2015  | 1965: Their First Recordings                      | Syd Barrett                                               | Enregistré en 1965.            |
| Roger's Boogie                                                                              | 2016  | The Early Years 1965–1972                         | Roger Waters                                              |                                |
| Round and Around                                                                            | 1987  | A Momentary Lapse of Reason                       | David Gilmour                                             | instrumental                   |
| Run Like Hell                                                                               | 1979  | The Wall                                          | David Gilmour, Roger Waters                               |                                |
| San Tropez                                                                                  | 1971  | Meddle                                            | Roger Waters                                              |                                |
| A Saucerful of Secrets                                                                      | 1968  | A Saucerful of Secrets                            | David Gilmour, Nick Mason, Roger Waters, Richard Wright   |                                |
| The Scarecrow                                                                               | 1967  | The Piper at the Gates of Dawn                    | Syd Barrett                                               |                                |
| Scream Thy Last Scream                                                                      | 2016  | The Early Years 1965–1972                         | Syd Barrett                                               | Enregistré en 1967.            |
| Seabirds                                                                                    | 2016  | The Early Years 1965–1972                         | Roger Waters                                              | Enregistré en 1969.            |
| Seamus                                                                                      | 1971  | Meddle                                            | David Gilmour, Nick Mason, Roger Waters, Richard Wright   |                                |
| See Emily Play                                                                              | 1967  | single                                            | Syd Barrett                                               |                                |
| See-Saw                                                                                     | 1968  | A Saucerful of Secrets                            | Richard Wright                                            |                                |
| Set the Controls for the Heart of the Sun                                                   | 1968  | A Saucerful of Secrets                            | Roger Waters                                              |                                |
| Several Species of Small Furry Animals Gathered Together in a Cave and Grooving with a Pict | 1969  | Ummagumma                                         | Roger Waters                                              | instrumental                   |
| Sheep                                                                                       | 1977  | Animals                                           | Roger Waters                                              |                                |
| Shine On You Crazy Diamond (Parts I–V)                                                      | 1975  | Wish You Were Here                                | David Gilmour, Roger Waters, Richard Wright               |                                |
| Shine On You Crazy Diamond (Parts VI–IX)                                                    | 1975  | Wish You Were Here                                | David Gilmour, Roger Waters, Richard Wright               |                                |
| The Show Must Go On                                                                         | 1979  | The Wall                                          | Roger Waters                                              |                                |
| Signs of Life                                                                               | 1987  | A Momentary Lapse of Reason                       | Bob Ezrin, David Gilmour                                  | instrumental                   |
| Skins                                                                                       | 2014  | The Endless River                                 | David Gilmour, Nick Mason, Richard Wright                 | instrumental                   |
| Song 1                                                                                      | 2016  | The Early Years 1965–1972                         | David Gilmour, Nick Mason, Roger Waters, Richard Wright   | instrumental                   |
| Sorrow                                                                                      | 1987  | A Momentary Lapse of Reason                       | David Gilmour                                             |                                |
| Southampton Dock                                                                            | 1983  | The Final Cut                                     | Roger Waters                                              |                                |
| A Spanish Piece                                                                             | 1969  | More                                              | David Gilmour                                             |                                |
| Speak to Me                                                                                 | 1973  | The Dark Side of the Moon                         | Nick Mason                                                |                                |
| Stay                                                                                        | 1972  | Obscured by Clouds                                | Roger Waters, Richard Wright                              |                                |
| Stop                                                                                        | 1979  | The Wall                                          | Roger Waters                                              |                                |
| Sum                                                                                         | 2014  | The Endless River                                 | David Gilmour, Nick Mason, Richard Wright                 | instrumental                   |
| Summer '68                                                                                  | 1970  | Atom Heart Mother                                 | Richard Wright                                            |                                |
| Surfacing                                                                                   | 2014  | The Endless River                                 | David Gilmour                                             | instrumental                   |
| Sysyphus                                                                                    | 1969  | Ummagumma                                         | Richard Wright                                            | instrumental                   |
| Take It Back                                                                                | 1994  | The Division Bell                                 | Bob Ezrin, David Gilmour, Nick Laird-Clowes, Polly Samson |                                |
| Take Up Thy Stethoscope and Walk                                                            | 1967  | The Piper at the Gates of Dawn                    | Roger Waters                                              |                                |
| Talkin' Hawkin'                                                                             | 2014  | The Endless River                                 | David Gilmour, Richard Wright                             | instrumental                   |
| TBS9                                                                                        | 2014  | The Endless River (deluxe)                        | David Gilmour, Richard Wright                             | instrumental                   |
| TBS14                                                                                       | 2014  | The Endless River (deluxe)                        | David Gilmour, Richard Wright                             | instrumental                   |
| Terminal Frost                                                                              | 1987  | A Momentary Lapse of Reason                       | David Gilmour                                             |                                |
| Things Left Unsaid                                                                          | 2014  | The Endless River                                 | David Gilmour, Richard Wright                             | instrumental                   |
| The Thin Ice                                                                                | 1979  | The Wall                                          | Roger Waters                                              |                                |
| Time                                                                                        | 1973  | The Dark Side of the Moon                         | David Gilmour, Roger Waters                               |                                |
| The Trial                                                                                   | 1979  | The Wall                                          | Bob Ezrin, Roger Waters                                   |                                |
| Two Suns in the Sunset                                                                      | 1983  | The Final Cut                                     | Roger Waters                                              |                                |
| Unsung                                                                                      | 2014  | The Endless River                                 | Richard Wright                                            | instrumental                   |
| Up the Khyber                                                                               | 1969  | More                                              | Nick Mason, Richard Wright                                | instrumental                   |
| Us and Them                                                                                 | 1973  | The Dark Side of the Moon                         | Roger Waters, Richard Wright                              |                                |
| Vegetable Man                                                                               | 2016  | The Early Years 1965–1972                         | Syd Barrett                                               | Enregistré en 1967.            |
| Vera                                                                                        | 1979  | The Wall                                          | Roger Waters                                              |                                |
| Waiting for the Worms                                                                       | 1979  | The Wall                                          | Roger Waters                                              |                                |
| Walk with Me Sydney                                                                         | 2015  | 1965: Their First Recordings                      | Roger Waters                                              | Enregistré en 1965.            |
| Wearing the Inside Out                                                                      | 1994  | The Division Bell                                 | Anthony Moore, Richard Wright                             |                                |
| Welcome to the Machine                                                                      | 1975  | Wish You Were Here                                | Roger Waters                                              |                                |
| What Do You Want from Me                                                                    | 1994  | The Division Bell                                 | David Gilmour, Polly Samson, Richard Wright               |                                |
| What Shall We Do Now?                                                                       | 2000  | Is There Anybody Out There? The Wall Live 1980-81 | Roger Waters                                              | Enregistrée en 1981.           |
| When the Tigers Broke Free                                                                  | 1982  | single                                            | Roger Waters                                              |                                |
| When You're In                                                                              | 1972  | Obscured by Clouds                                | David Gilmour, Nick Mason, Roger Waters, Richard Wright   | instrumental                   |
| Wish You Were Here                                                                          | 1975  | Wish You Were Here                                | David Gilmour, Roger Waters                               |                                |
| Wot's... Uh the Deal                                                                        | 1972  | Obscured by Clouds                                | David Gilmour, Roger Waters                               |                                |
| Yet Another Movie                                                                           | 1987  | A Momentary Lapse of Reason                       | David Gilmour, Patrick Leonard                            |                                |
| Young Lust                                                                                  | 1979  | The Wall                                          | David Gilmour, Roger Waters                               |                                |
| Your Possible Pasts                                                                         | 1983  | The Final Cut                                     | Roger Waters                                              |                                |